# Hendry Thomas
Hendry Bernardo Thomas Suazo (ur. 23 lutego 1985 w San Pedro Sula) – piłkarz honduraski grający na pozycji defensywnego pomocnika. Jest kuzynem Davida Suazo i Maynora Suazo, także reprezentantów Hondurasu.

## Kariera klubowa
Thomas jest wychowankiem klubu Olimpia Tegucigalpa wywodzącego się ze stolicy kraju. W 2003 roku zadebiutował w jego barwach w pierwszej lidze Hondurasu. Już w tym samym roku wywalczył z nim mistrzostwo fazy Apertura, swoje pierwsze w karierze. W sezonie 2004/2005 został mistrzem fazy Clausura, a w kolejnym (2005/2006) powtórzył to osiągnięcie. Od czasu debiutu występował w pierwszym składzie drużyny Olimpii.
W lipcu 2009 roku Thomas przeszedł do angielskiego Wigan Athletic, z którym podpisał trzyletni kontrakt. W nowym klubie zadebiutował 15 sierpnia w ligowym meczu z Aston Villą.
W 2012 roku Thomas został zawodnikiem Colorado Rapids. W 2014 grał w FC Dallas, a w 2015 przeszedł do Fort Lauderdale Strikers.

## Kariera reprezentacyjna
W reprezentacji Hondurasu Thomas zadebiutował w 2005 roku. W tym samym roku wystąpił w Złotym Pucharze CONCACAF i zajął 3. miejsce. Z kadrą U-23 wziął udział w Igrzyskach Olimpijskich w Pekinie. Swojego pierwszego gola w kadrze narodowej zdobył 26 marca 2008 roku w wygranym 2:1 towarzyskim spotkaniu z Kolumbią.